# 娑婆乡
娑婆乡，是中华人民共和国山西省忻州市静乐县下辖的一个乡镇级行政单位。

## 行政区划
娑婆乡下辖以下地区：
漫岩村、宽滩村、兑子沟村、长湾村、大会村、大神沟村、于坪则村、石城村、范家沟村、柳子沟村、邀湖村、乔门村、娑婆村、于家峪村、麦玉村、西沟村、兴旺庄村、官地村、李货郎沟村、堡子会村、长棱角村、横泉村、会子湾村、枪杆村、南石洼村、向阳寨村、上阳寨村和砚湾村。